# Хвороба, яку спричинює вірус Гендра
Хвороба, яку спричинює вірус Гендра (англ. Hendra virus disease, також Гендра-вірусна інфекція, англ. Hendra virus infection) — зооноз, на якій хворіють переважно коні, проте людина може інфікуватися від них через тісний контакт.

## Історичні відомості
Вірус, який спочатку мав назву «Кінський морбілівірус», виявлений у вересні 1994 року, коли він спричинив загибель тринадцяти коней і тренера в навчальному комплексі на проспекті Вільямса 10, район Гендра, передмістя Брисбена, штат Квінсленд, (Австралія). Другий спалах стався в серпні 1994 року (хронологічно передував першому спалаху, але був розшифрований пізніше) в Макеї на 1000 км на північ від Брисбена, загинули два коні та їхній власник. Хазяїн коней Марк Престон надав допомогу в аутопсії коней і через три тижні потрапив до лікарні з менінгітом. Він видужав, але через 14 місяців у нього розвинулися пізні неврологічні ускладнення, через що він помер. Цей спалах діагностований ретроспективно за наявністю вірусу Гендра в мозку пацієнта.

## Етіологія

Структура типового вірусу з роду Henipavirus

Збудник відноситься до роду Henipavirus. Як і всі мононегавірусні геноми, вірус Гендра є несегментованою однонитковою РНК з негативним сенсом. Геном є 18,2 кб завдовжки і містить шість генів, що відповідають шести структурним білкам.
Як і для інших членів родини Paramyxoviridae, кількість нуклеотидів у геномі вірусу Гендра кратна шести, що відповідає «правилу шести». Відхилення від правила шести, шляхом мутації або неповного синтезу геному, призводить до неефективної вірусної реплікації, ймовірно, через структурні обмеження, накладені зв'язуванням між РНК і N білком.
У межах ліпідної мембрани є шипи злиття та білки приєднання. Функція білка G полягає в приєднанні вірусу до поверхні клітини-хазяїна через EFNB2, висококонсервований білок, присутній у багатьох ссавців. F білок зливає вірусну мембрану з мембраною клітин-хазяїв, вивільняючи вміст віріона в клітину. Це також змушує заражені клітини зливатися з сусідніми клітинами, утворюючи великі багатоядерні синцитії.

## Епідеміологічні особливості
Природним резервуаром вірусу Гендра є австралійські летючі лисиці, а також коні. Коні можуть заражатися після контакту з будь-якими біологічними рідинами (сечею, калом або слиною) зараженої летючої лисиці. Наразі немає доказів зараження людини від кажанів, від хворих людей, або зараження коней від інфікованої людини. Зараження людей описано тільки від хворих коней при тісному контакті. Незважаючи на це у 2014 році уряд Нового Південного Уельсу дав санкцію на знищення колоній летючих лисиць.

## Патогенез
Після потрапляння збудника він локалізується в носових ходах тварин. Надалі розвивається вірусемія. Описані випадки набряку легень у тварин, які загинули, а також субплевральні крововиливи, значне збільшення внутрішньочеревних, підщелепних і бронхіальних лімфатичних вузлів. Домінуючим у патогенезі хвороби у коней є васкуліт дрібних кровоносних судин переважно легень, головного мозку і мозкових оболон, лімфоїдної тканини, нирок, слизової оболонки носа, наднирників, печінки, серця і шлунково-кишкового тракту. Антиген вірусу Гендра візуалізується в уражених тканинах при використанні відповідних імуногістохімічних методів.

## Клінічні ознаки
Клінічні прояви у людей не є специфічними. Основними проявами є грипоподібний синдром, ураження респіраторного тракту, ниркова недостатність. Описаний також розвиток менінгіту. Летальність серед людей при Гендра-вірусній інфекції становить 60 %, серед тварин (коней) — 75 %.

## Діагностика
Для верифікації Гендра-вірусної інфекції проби крові, мазки з носа, рота та/або випорожнення слід дослідити на наявність вірусу Гендра методом полімеразної ланцюгової реакції (ПЛР). Крім того, можливе серологічне обстеження методом імуноферментного аналізу (ІФА) для виявлення специфічних антитіл у крові.

## Лікування
Специфічного лікування наразі не існує. Отримані позитивні результати експериментального застосування препарату ремдесивір. Проводиться ситуативна патогенетична терапія.

## Профілактика
Використання інактивованої субодиничної вакцини для профілактики Гендра-вірусної інфекції у коней зменшує і ризик передачі хвороби для людей. Розробляється післяконтактна профілактика, яка полягає у введенні вакцини на основі розчинних G-глікопротеїнів вірусів для вироблення нейтралізуючих антитіл у людей, що можливо інфікувалися від хворих коней.

## Перебіг хвороби у коней
Хвороба у коней може сформувати широкий спектр ознак і часто важко розпізнається. До ранніх ознак можна віднести підвищення температури, почастішання серцебиття і неспокій. Інші поширені ознаки можуть включати утруднене дихання та / або слабкість та неврологічні ознаки, такі як некоординована хода та посмикування м'язів, що в більшості випадків швидко призводить до смерті.